# Königslutter
Königslutter am Elm es una ciudad alemana de casi 16.000 habitantes (2009), localizada en el distrito de Helmstedt en el Estado federal de Baja Sajonia.

## Geografía
La ciudad está situada en el Parque Elm-Lappwald y en el lado nororiental de la cordillera boscosa Elm. Las ciudades más cercanas son Brunswick, a unos 23 kilómetros al oeste; Wolfsburgo, a unos 20 km al norte y la capital del distrito, Helmstedt, a unos 15 km al este de Königslutter. Por esta ciudad pasa la Ruta Alemana de Arquitectura de Entramados, una ruta turística que se extiende desde el río Elba, en el norte, al lago de Constanza, en el sur.
En su forma actual, la ciudad fue creada en 1974 al unir las siguientes 18 municipalidades:
| - Beienrode - Boimstorf - Bornum am Elm - Glentorf - Groß Steinum - Klein Steimke | - Königslutter-Kernstadt - Lauingen - Lelm - Ochsendorf - Rhode (con Bisdorf) - Rieseberg | - Rotenkamp - Rottorf - Scheppau - Schickelsheim - Sunstedt - Uhry |

## Nombre
La ciudad de Königslutter am Elm era en sus orígenes un pueblo llamado Lutter. El nombre Lûtere fue mencionado por primera vez en 1135, pero es  probable que sea mucho más antiguo. Se la llamó como al arroyo Lutter que brota cerca de Königslutter. A finales del siglo XIV, el nombre Königslutter pasó a ser Konnigesluttere en referencia al rey Lothar von Süpplingenburg.
La ciudad en si está ubicada en un margen del río Lutter y se desarrolló a partir del pueblo de Lutter, mencionado por primera vez en 1150. Se convirtió en un pueblo mercantil alrededor de 1300; y luego, en torno a 1400, en una ciudad propiamente dicha. A inicios de la era moderna se desarrollaron sus primeras industrias: fabricación de cerveza y extracción de caliza de la cordillera del Elm.
En 1924, el poblado de Oberlutter y la iglesia monacal de Königslutter fueron incorporados a la capital. El monasterio benedictino fue fundado cerca del poblado de Lutter en 1135 por el emperador Lotario II. La iglesia monacal es conocida por su arte escultórico y por la tumba del emperador.

## Política

### Elecciones municipales
La municipalidad de Königslutter cuenta con 32 concejales. La distribución de escaños se elevó desde las últimas elecciones municipales del 10 de septiembre de 2006 como sigue:
| Reparto de escaños | Reparto de escaños | Reparto de escaños | Reparto de escaños | Reparto de escaños | Reparto de escaños |
| ------------------ | ------------------ | ------------------ | ------------------ | ------------------ | ------------------ |
| SPD                | CDU                | UWG                | FDP                | B'90/Grüne         | Die Linke          |
| 13 escaños         | 12 escaños         | 2 escaños          | 2 escaños          | 2 escaños          | 1 escaño           |

### Ciudades hermanadas
Königslutter está hermanada con:
- Gommern, Alemania (desde el 29 de junio de 1990)
- Taunton, Inglaterra (desde el 4 de septiembre de 1992)
- Opalenica, Polonia (desde el 3 de octubre de 1998)

## Sitios de interés

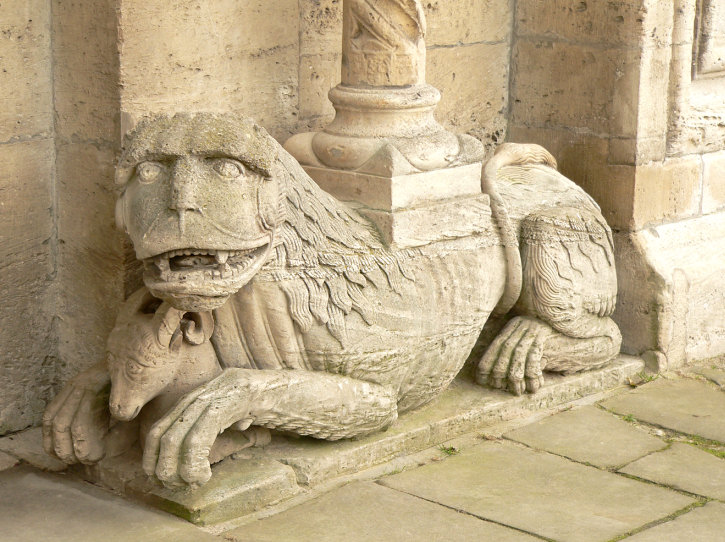
León esculpido como soporte de una columna.
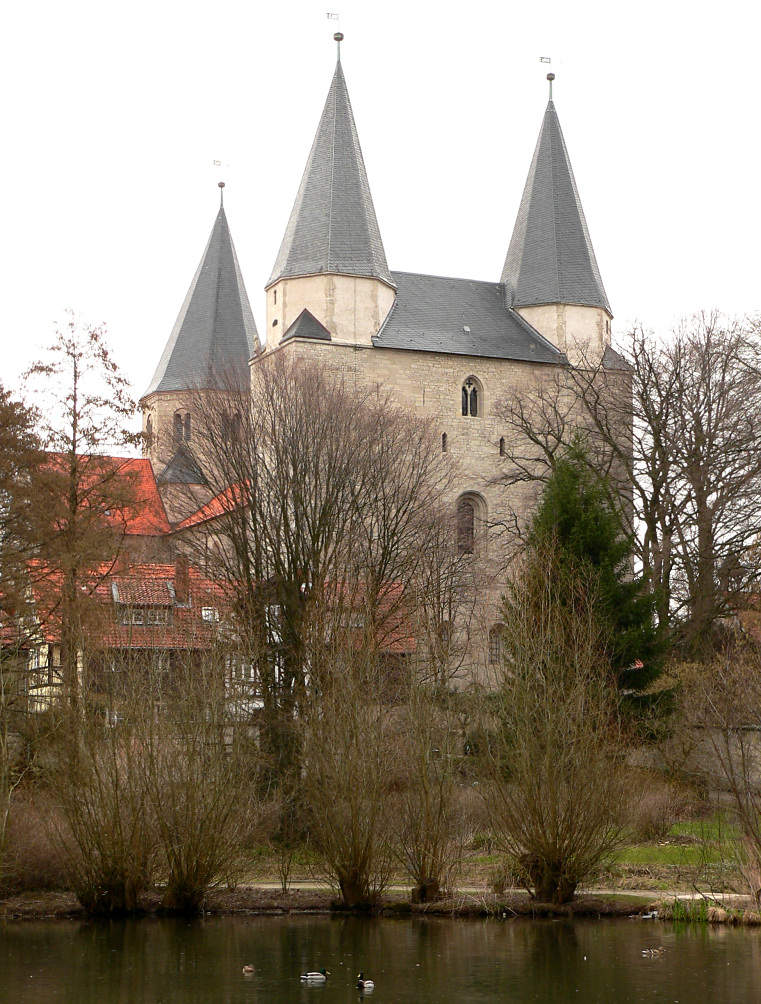
Iglesia de San Pedro y San Pablo (Kaiserdom) en Königslutter.
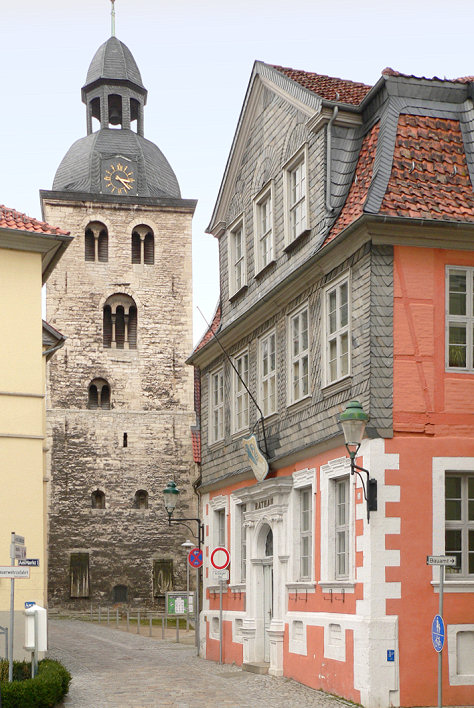
Iglesia de San Sebastián y Ayuntamiento de Königslutter.
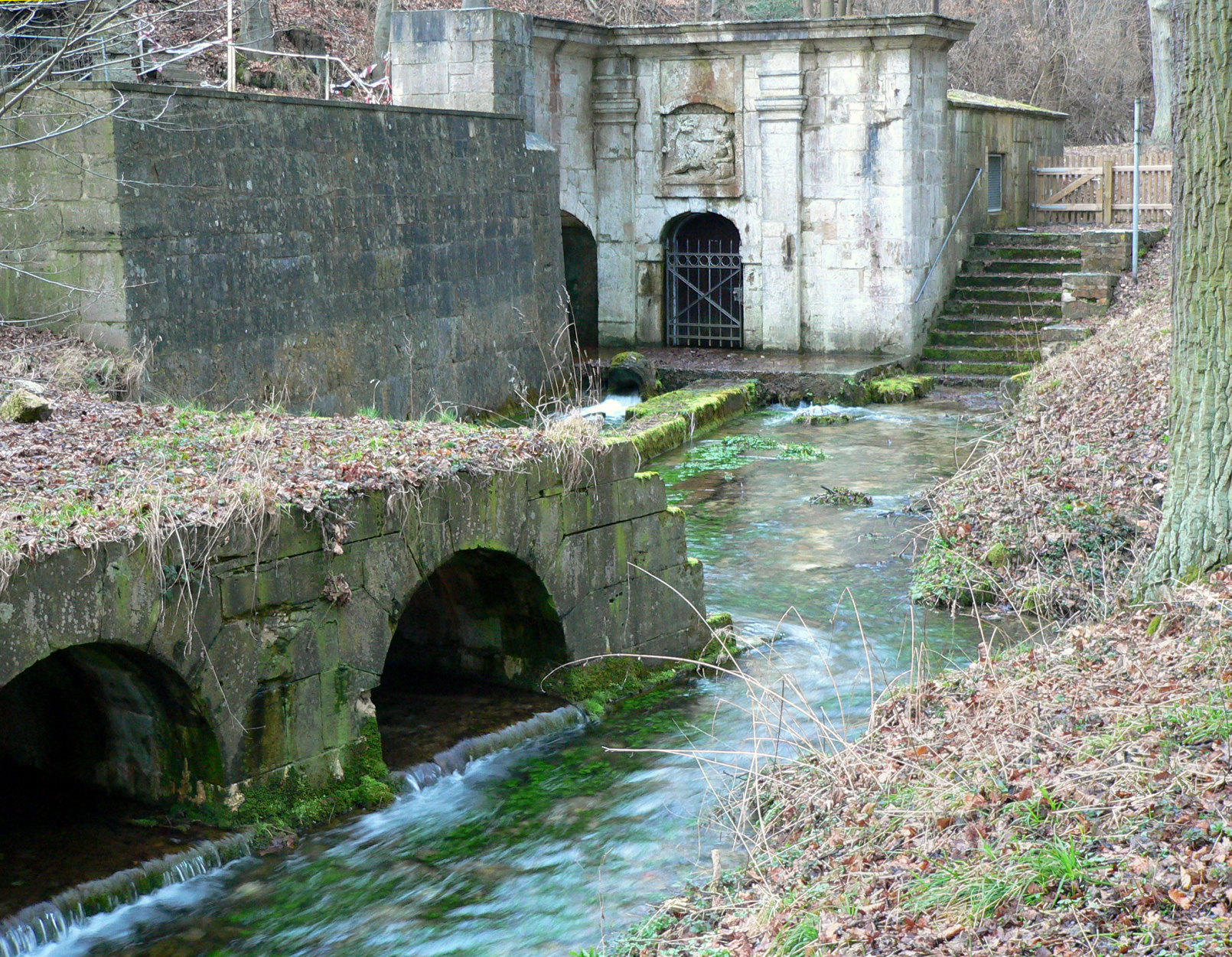
Fuente en Königslutter.